# 近之島站
近之島站（日语：／ Gonnoshima eki */?）是位於岐阜縣岐阜市近島，名古屋鐵道揖斐線的鐵道車站（廢站）。急行列車通過此站。

## 歷史
在1914年（大正3年），揖斐線的前身岐北輕便鐵道開設此站。在1938年（昭和13年），由於長良川進行河道整理工程，包含此站在內的忠節站至尻毛站之間被暫停服務。在翌年，把原本的近之島站向西邊遷移，新設了近之島（西）站，同時該站至尻毛站之間重開。在1941年（昭和16年），近之島（西）站至忠節站之間重開。
在戰後的1948年（昭和23年），跨越長良川的忠節橋進行重建。來自岐阜市中心的岐阜市內線路軌跨越長良川。在1954年（昭和29年），揖斐線改變了部分走線，揖斐線與岐阜市內線連接在一些，當中兩線的交匯站是忠節站。同時，原來的近之島（西）站遷移至新線上的近之島站。在兩線連接後不久，揖斐線與岐阜市內線開始設有直通運輸班次。在2005年（平成17年），隨著兩線一同廢除，此站也被廢除。
- 1914年（大正3年）3月29日 - 岐北輕便鐵道忠節站至北方町站（後來名為美濃北方站）之間開通，此站啟用[5][6]。
- 1921年（大正10年）11月10日 - 岐北輕便鐵道合併至美濃電氣軌道[7]。成為美濃電氣軌道的北方線。
- 1930年（昭和5年）8月20日 - 美濃電氣軌道與名古屋鐵道（第一代。同年中改名為名岐鐵道，在1935年起再改名為名古屋鐵道）合併。成為名古屋鐵道的車站[8][9]。
- 1938年（昭和13年）
  - 8月4日 - 由於長良川進行河道整理工程而暫停營業[6][10]。
  - 10月12日 - 向鐵道大臣提出新設近之島（西）站[6]。
- 1939年（昭和14年）2月13日 - 近之島站向西遷移，並改名為近之島（西）站[6]。同時，近之島（西）至尻毛站之間重開[2]。
- 1941年（昭和16年）12月20日 - 忠節站至近之島（西）站之間重開[2][10]。
- 1954年（昭和29年）12月20日 - 近之島（西）站遷移，並改名為近之島站[6][10]。
- 2005年（平成17年）4月1日 - 揖斐線忠節站至黑野站之間被廢除，此站也被廢除[10][11]。

## 車站構造
截至車站廢除前，此站是地面車站，設有1面1線的單式月台。月台上設有上蓋。此站是無人車站。在此站與鄰站忠節站之間已經預留用地以便未來雙線化，但是直至路線廢除前一直沒有實現。

### 配線圖
| ← 黑野方向      | 近之島站 站內配線略圖 | → 忠節方向 |
| 图例 参考文献： |                       |            |

## 使用狀況
- 在中提及在1992年度，當時1日平均上下車人次為69人，為除岐阜市內線均一車費區間內各站（岐阜市內線、田神線、美濃町線徹明町站至琴塚站之間）外名鐵所有車站（342站）中排名第339，揖斐線、谷汲線之間（24站）排名第21[1]。

## 車站周邊
此站與鄰站旦之島站一樣，都是有一個「島」字。這是由於車站附近是被長良川與伊自良川包圍，加上車站附近是地方都是濕地。曾經在發生暴雨期間，河川泛濫使村落被孤立起來。在昭和時代的經濟高速增長時期，車站周邊地區被改造為岐阜市郊的住宅區。在路線廢除前，車站附近已變為城市化，看不到田園風景。
在廢線後，車站周邊附近路軌等設備撤走外，其餘東西仍然放置在原地。而名古屋鐵道為了確保路線雙線化而預留的路軌遺址在2018年開始售賣住宅用地。車站月台遺址變為了住宅小區的停車場。

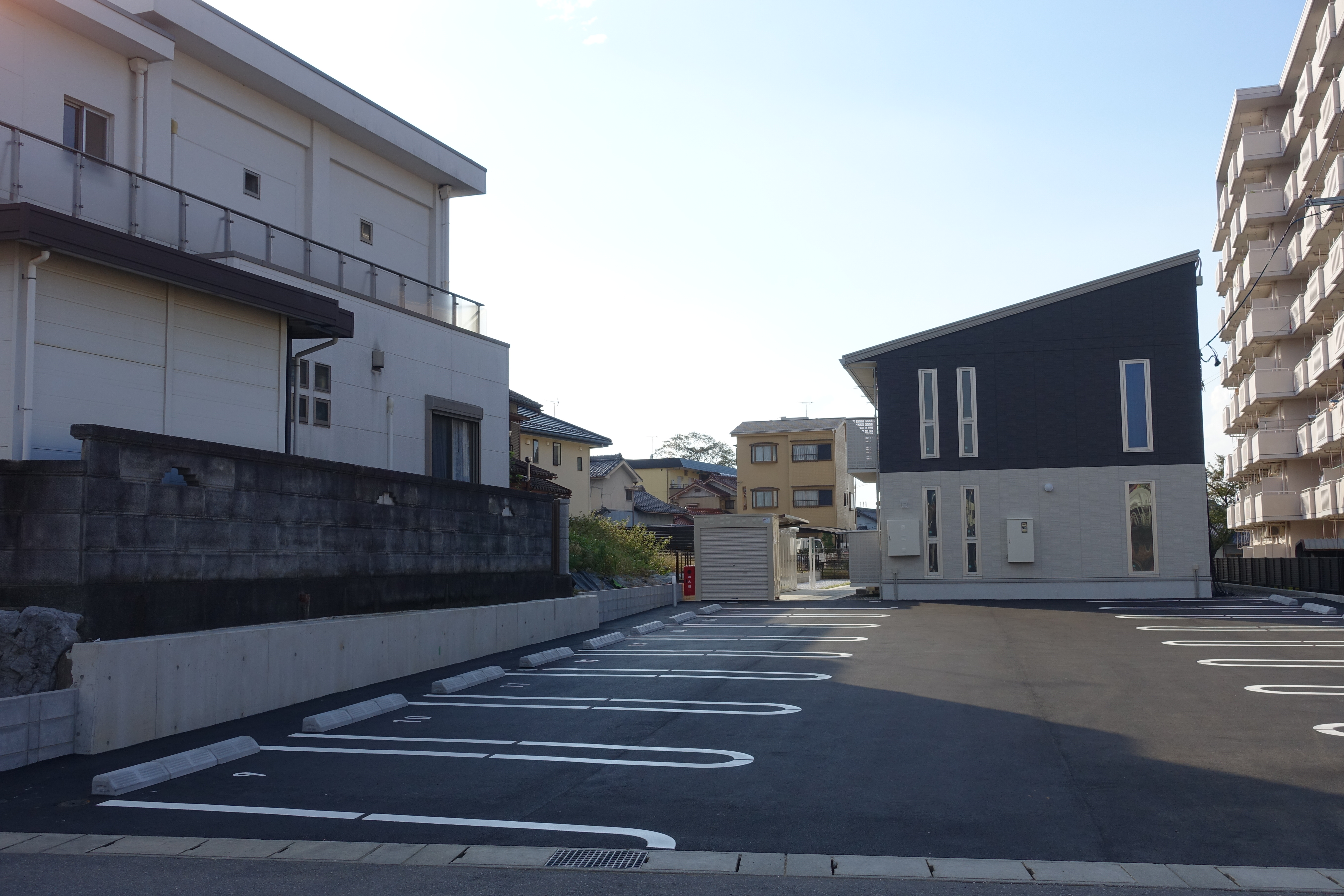
近之島站遺址。左邊可隱約看見月台遺蹟。（2018年10月18日）

- 近之島團地
- 岐阜北年金事務所
- 岐阜島郵局

## 相鄰車站
名古屋鐵道
■揖斐線
■急行
通過
■普通
忠節－近之島－旦之島
- 在1969年（昭和44年）前，此站與旦之島站曾經設有萱場站。

## 注腳
1. 1 2  名古屋鐵道廣報宣傳部（編）. . 名古屋鐵道. 1994: 651–653.
2. 1 2 3  名古屋鉄道広報宣伝部（編）. . 名古屋鉄道. 1994: 962–966 （日语）.
3. 1 2 3  川島令三. . 名古屋北部・岐阜篇 1. 草思社（日语：草思社）. 1997: 139–140. ISBN 4-7942-0796-4 （日语）.
4. ↑  名古屋鉄道広報宣伝部（編）. . 名古屋鐵道. 1994: 252 （日语）.
5. ↑  「軽便鉄道運輸開始」《官報》1914年4月9日（國立國會圖書館數碼化資料）
6. 1 2 3 4 5  . 鄉土出版社（日语：郷土出版社）. 1997: 220–230. ISBN 4-87670-097-4 （日语）.
7. ↑  在8月27日已經批准《鉄道省鉄道統計資料. 大正10年度》（國立國會圖書館數碼化收藏）
8. ↑  . 鄉土出版社（日语：郷土出版社）. 1997: 218. ISBN 4-87670-097-4 （日语）.
9. ↑  名古屋鉄道広報宣伝部（編）. . 名古屋鉄道. 1994: 745 （日语）.
10. 1 2 3 4  今尾惠介（監修）.  7 東海. 新潮社. 2008: 52. ISBN 978-4-10-790025-8 （日语）.
11. ↑  德田耕一. . JTB Can Books. JTB出版. 2005: 144. ISBN 978-4-53305-883-7 （日语）.
12. ↑  電氣車研究會（日语：電気車研究会），《鐵道畫刊（日语：鉄道ピクトリアル）》通卷第473號 1986年12月 臨時增刊号 「特集 - 名古屋鐵道」，附圖「名古屋鐵道路線略圖」